# 北大西洋理事会
北大西洋理事会（きたたいせいようりじかい、英語: North Atlantic Council, NAC）は、北大西洋条約機構 (NATO) における最高意思決定機関である。NATO加盟国の代表によって構成され、北大西洋条約機構事務総長が議長を務める。

## 概要
NATOにおける最高意思決定機関として、その設置は北大西洋条約の第9条に謳われている。構成員は加盟各国の代表であり、定期会合は各国の常駐代表（Permanent Representative, いわゆるNATO大使）が参加し、事務総長を議長として週1回開催される。全会一致によって評決が行われ、多数決での決定はなされない。
このほか、外務・国防の閣僚レベル（外務大臣は年2回・国防担当大臣は年3回程度）や首脳レベルの会合も開催されることがある。なお、最古参の常駐代表は理事会代表として儀礼的な役割を持ち、新事務総長選出時の会合招集を担うことがある。
NACにおいては安全保障にかかわるあらゆる事項が議題となるが、核兵器政策については同格の核計画グループ (NPG) が置かれ、2010年6月にNACに吸収されるまでは防衛計画について同格の防衛計画委員会 (DPC) が置かれていた。NACの下に、NATO事務局や実働部隊を率いる軍事委員会 (MC) がある。